# 印痕球蛛
印痕球蛛（学名：Theridion impressum）为球蛛科球蛛属的动物，俗名刻痕球蛛。分布于俄罗斯、欧洲以及中国大陆的内蒙古、新疆、西藏等地，常生活于荒地草丛或沿小路较周围高的灌木丛中以及油菜地草丛中。